# Удрра бен Абдаллах аль-Фіхрі
Удрра бен Абдаллах аль-Фіхрі (*араб. عذرة بن عبد الله الفهري‎‎, д/н —після 726) — 8-й валі Аль-Андалуса у 716 році.

## Життєпис
Походив з племені аль-Кальбі. Ймовірно розпочав службу в Іфрикії. У 721 році разом з родичем Анбасом, якого призначено було валі Аль-Андалуса, перебирається на Піренейський півострів.
У складі військ брав участь у походах проти астурійців і басків, 724—725 роках відзначився під час захоплення останніх міст Септиманії, що належали вестготам. У 725—726 роках був учасником походів проти Бургундського королівства. У 726 році під час одного з походів після смерті Анбаса неподалік від Отена, обирається новим валі.
Посади обіймав 6 місяців, після чого замінено халіфом Хішамом I на Яґ'ю ібн-Саламу аль-Кальбі. Стосовно подальшої долі Удрри відсутні відомості. За деякими даними залишився в Аль-Андалусі, де отримав маєтності.